# Premi Hugo a la millor novel·la
El Premi Hugo a la millor novel·la és un dels Premis Hugo atorgat cada any a novel·les de ciència-ficció o fantasia publicades en anglès o traduïdes l'any anterior. Aquest premi és per a escrits de més de 40.000 paraules, d'altres premis Hugo s'atorguen a novel·les curtes, relats i relats curts.
Aquest premi s'ha atorgat anualment des del 1953, excepte el 1954 i el 1957 per la World Science Fiction Society. A més d'aquests premis, i a partir del 1966 s'han atorgat els premis Restrospective Hugo (Hugo retrospectiu) pels anteriors 50, 75 o 100 anys anteriors. Aquests 'Retro-Hugos' només es poden otorgar per anys posteriors a 1939 en els que no es donés un premi originalment. Fins al 2018, s'han atorgat premis retrospectius pels anys 1939, 1941, 1943, 1946, 1951 i 1954.
Els nomenats i premiats son escollits pels membres de la convenció anual Worldcon. La forma de votació és en forma de segona volta continua amb sis nomenats. Les novel·les nomenades són les sis més votades durant l'any pels membres sense cap límit en el nombre de nomenats. Des del 1959 es reconeix als sis candidats seleccionats. Les votacions es fan de gener a març, i les votacions a les sis novel·les candidates es fa aproximadament d'abril fins a juliol, depenent de quan se celebra la convenció, que acostuma a ser al setembre i a un lloc diferent del món cada any.
Durant els 70 anys de premi, s'han nomenat 145 autors, 48 han guanyat, incloent-hi empats, coautors i "retro hugos". Robert A. Heinlein és l'autor que més premis i nominacions a l'Hugo a la millor novel·la ha rebut, amb 5 premis (incloent un "retro hugo") i 12 nominacions. Lois McMaster Bujold ha rebut 4 premis i 10 nominacions. Els altres autors que n'han guanyat més de 2 son Isaac Asimov, Connie Willis i Vernor Vinge que l'han guanyat 3 cops. Deu autors han rebut dos cops el premi. Tres autors han guanyat el premi en anys consecutius: Orson Scott Card (1986, 1987), Lois McMaster Bujold (1991, 1992) i N. K. Jemisin (2016, 2017).

## Guanyadors i finalistes
A la taula següent, els anys corresponen a la data de la cerimònia, en lloc de quan es va publicar la novel·la per primera vegada. Cada any enllaça amb l'"any literari" corresponent. Les entrades amb fons groc han guanyat el premi; les que tenen fons gris són les finalistes de la llista curta.
| Any  | Autor(s)                             | Novel·la                                                                    | Editorial                                                   | Ref.   |
| ---- | ------------------------------------ | --------------------------------------------------------------------------- | ----------------------------------------------------------- | ------ |
| 1953 | Alfred Bester*                       | The Demolished Man                                                          | Galaxy Science Fiction                                      | [ 8 ]  |
| 1955 | Mark Clifton*                        | They'd Rather Be Right (també coneguda com a The Forever Machine)           | Astounding Science-Fiction                                  | [ 9 ]  |
| 1955 | Frank Riley*                         | They'd Rather Be Right (també coneguda com a The Forever Machine)           | Astounding Science-Fiction                                  | [ 9 ]  |
| 1956 | Robert A. Heinlein*                  | Double Star                                                                 | Astounding Science-Fiction                                  | [ 10 ] |
| 1956 | Eric Frank Russell                   | Call Him Dead (també coneguda com a Three to Conquer)                       | Astounding Science-Fiction                                  | [ 10 ] |
| 1956 | Isaac Asimov                         | La fi de l'eternitat (The End of Eternity)                                  | Doubleday                                                   | [ 10 ] |
| 1956 | Cyril M. Kornbluth                   | Not This August                                                             | Doubleday                                                   | [ 10 ] |
| 1956 | Leigh Brackett                       | The Long Tomorrow                                                           | Doubleday                                                   | [ 10 ] |
| 1958 | Fritz Leiber*                        | The Big Time                                                                | Galaxy Science Fiction                                      | [ 11 ] |
| 1959 | James Blish*                         | A Case of Conscience                                                        | Ballantine Books                                            | [ 12 ] |
| 1959 | Poul Anderson                        | We Have Fed Our Sea (també coneguda com a The Enemy Stars)                  | Astounding Science-Fiction                                  | [ 12 ] |
| 1959 | Algis Budrys                         | Who?                                                                        | Pyramid Books                                               | [ 12 ] |
| 1959 | Robert A. Heinlein                   | Have Space Suit — Will Travel                                               | The Magazine of Fantasy & Science Fiction                   | [ 12 ] |
| 1959 | Robert Sheckley                      | Time Killer (també coneguda com a Immortality, Inc.)                        | Galaxy Science Fiction                                      | [ 12 ] |
| 1960 | Robert A. Heinlein*                  | Tropes de l'espai (Starship Troopers)                                       | The Magazine of Fantasy & Science Fiction                   | [ 14 ] |
| 1960 | Gordon R. Dickson                    | Dorsai! (també coneguda com a The Genetic General)                          | Astounding Science-Fiction                                  | [ 14 ] |
| 1960 | Murray Leinster                      | The Pirates of Ersatz (també coneguda com a The Pirates of Zan)             | Astounding Science-Fiction                                  | [ 14 ] |
| 1960 | Mark Phillips                        | That Sweet Little Old Lady (també coneguda com a Brain Twister)             | Astounding Science-Fiction                                  | [ 14 ] |
| 1960 | Kurt Vonnegut                        | The Sirens of Titan                                                         | Dell Publishing                                             | [ 14 ] |
| 1961 | Walter M. Miller, Jr.*               | A Canticle for Leibowitz                                                    | J. B. Lippincott & Co.                                      | [ 15 ] |
| 1961 | Poul Anderson                        | The High Crusade                                                            | Astounding Science-Fiction                                  | [ 15 ] |
| 1961 | Algis Budrys                         | Rogue Moon                                                                  | The Magazine of Fantasy & Science Fiction                   | [ 15 ] |
| 1961 | Harry Harrison                       | Deathworld                                                                  | Astounding Science-Fiction                                  | [ 15 ] |
| 1961 | Theodore Sturgeon                    | Venus Plus X                                                                | Pyramid Books                                               | [ 15 ] |
| 1962 | Robert A. Heinlein*                  | Stranger in a Strange Land                                                  | Putnam Publishing Group                                     | [ 16 ] |
| 1962 | Daniel F. Galouye                    | Dark Universe                                                               | Bantam Books                                                | [ 16 ] |
| 1962 | Harry Harrison                       | Planet of the Damned (també coneguda com a Sense of Obligation)             | Analog Science Fact & Fiction                               | [ 16 ] |
| 1962 | Clifford D. Simak                    | The Fisherman (també coneguda com a Time Is the Simplest Thing)             | Analog Science Fact & Fiction                               | [ 16 ] |
| 1962 | James White                          | Second Ending                                                               | Fantastic                                                   | [ 16 ] |
| 1963 | Philip K. Dick*                      | L'home del castell (Man in the High Castle)                                 | Putnam Publishing Group                                     | [ 17 ] |
| 1963 | Marion Zimmer Bradley                | The Sword of Aldones                                                        | Ace Books                                                   | [ 17 ] |
| 1963 | Arthur C. Clarke                     | A Fall of Moondust                                                          | Harcourt Trade Publishers                                   | [ 17 ] |
| 1963 | H. Beam Piper                        | Little Fuzzy                                                                | Avon Publications                                           | [ 17 ] |
| 1963 | Jean Bruller (francès)               | Sylva                                                                       | Putnam Publishing Group                                     | [ 17 ] |
| 1963 | Rita Barisse (traductora)            | Sylva                                                                       | Putnam Publishing Group                                     | [ 17 ] |
| 1964 | Clifford D. Simak*                   | Here Gather the Stars (també coneguda com a Way Station)                    | Galaxy Science Fiction                                      | [ 18 ] |
| 1964 | Robert A. Heinlein                   | Glory Road                                                                  | The Magazine of Fantasy & Science Fiction                   | [ 18 ] |
| 1964 | Andre Norton                         | Witch World                                                                 | Ace Books                                                   | [ 18 ] |
| 1964 | Frank Herbert                        | Dune World                                                                  | Analog Science Fact & Fiction                               | [ 18 ] |
| 1964 | Kurt Vonnegut                        | Bressol de gat (Cat's Cradle)                                               | Holt, Rinehart and Winston                                  | [ 18 ] |
| 1965 | Fritz Leiber*                        | The Wanderer                                                                | Ballantine Books                                            | [ 21 ] |
| 1965 | John Brunner                         | The Whole Man                                                               | Ballantine Books                                            | [ 21 ] |
| 1965 | Edgar Pangborn                       | Davy                                                                        | Ballantine Books                                            | [ 21 ] |
| 1965 | Cordwainer Smith                     | The Planet Buyer (també coneguda com a The Boy Who Bought Old Earth)        | Pyramid Books                                               | [ 21 ] |
| 1966 | Frank Herbert*                       | Duna (Dune)                                                                 | Chilton Company                                             | [ 22 ] |
| 1966 | Roger Zelazny*                       | ...And Call Me Conrad (també coneguda com a This Immortal)                  | The Magazine of Fantasy & Science Fiction                   | [ 22 ] |
| 1966 | John Brunner                         | The Squares of the City                                                     | Ballantine Books                                            | [ 22 ] |
| 1966 | Robert A. Heinlein                   | The Moon Is a Harsh Mistress                                                | If                                                          | [ 22 ] |
| 1966 | Edward E. Smith                      | Skylark DuQuesne                                                            | If                                                          | [ 22 ] |
| 1967 | Robert A. Heinlein*                  | The Moon Is a Harsh Mistress                                                | If                                                          | [ 23 ] |
| 1967 | Samuel R. Delany                     | Babel-17                                                                    | Ace Books                                                   | [ 23 ] |
| 1967 | Randall Garrett                      | Too Many Magicians                                                          | Analog Science Fact & Fiction                               | [ 23 ] |
| 1967 | Daniel Keyes                         | Flors per a l'Algernon (Flowers for Algernon)                               | Harcourt Trade Publishers                                   | [ 23 ] |
| 1967 | James H. Schmitz                     | The Witches of Karres                                                       | Chilton Company                                             | [ 23 ] |
| 1967 | Thomas Burnett Swann                 | Day of the Minotaur                                                         | Ace Books                                                   | [ 23 ] |
| 1968 | Roger Zelazny*                       | Lord of Light                                                               | Doubleday                                                   | [ 25 ] |
| 1968 | Samuel R. Delany                     | The Einstein Intersection                                                   | Ace Books                                                   | [ 25 ] |
| 1968 | Piers Anthony                        | Chthon                                                                      | Ballantine Books                                            | [ 25 ] |
| 1968 | Chester Anderson                     | The Butterfly Kid                                                           | Pyramid Books                                               | [ 25 ] |
| 1968 | Robert Silverberg                    | Thorns                                                                      | Ballantine Books                                            | [ 25 ] |
| 1969 | John Brunner*                        | Stand on Zanzibar                                                           | Doubleday                                                   | [ 26 ] |
| 1969 | Alexei Panshin                       | Rite of Passage                                                             | Ace Books                                                   | [ 26 ] |
| 1969 | Samuel R. Delany                     | Nova                                                                        | Doubleday                                                   | [ 26 ] |
| 1969 | R. A. Lafferty                       | Past Master                                                                 | Ace Books                                                   | [ 26 ] |
| 1969 | Clifford D. Simak                    | The Goblin Reservation                                                      | Galaxy Science Fiction                                      | [ 26 ] |
| 1970 | Ursula K. Le Guin*                   | La mà esquerra de la foscor (The Left Hand of Darkness)                     | Ace Books                                                   | [ 27 ] |
| 1970 | Robert Silverberg                    | Up the Line                                                                 | Ballantine Books                                            | [ 27 ] |
| 1970 | Piers Anthony                        | Macroscope                                                                  | Avon Publications                                           | [ 27 ] |
| 1970 | Kurt Vonnegut                        | Escorxador-5 (Slaughterhouse-Five)                                          | Delacorte Press                                             | [ 27 ] |
| 1970 | Norman Spinrad                       | Bug Jack Barron                                                             | Avon Publications                                           | [ 27 ] |
| 1971 | Larry Niven*                         | Ringworld                                                                   | Ballantine Books                                            | [ 28 ] |
| 1971 | Poul Anderson                        | Tau Zero                                                                    | Doubleday                                                   | [ 28 ] |
| 1971 | Robert Silverberg                    | Tower of Glass                                                              | Charles Scribner's Sons                                     | [ 28 ] |
| 1971 | Wilson Tucker                        | The Year of the Quiet Sun                                                   | Ace Books                                                   | [ 28 ] |
| 1971 | Hal Clement                          | Star Light                                                                  | Analog Science Fact & Fiction                               | [ 28 ] |
| 1972 | Philip José Farmer*                  | To Your Scattered Bodies Go                                                 | Putnam Publishing Group                                     | [ 29 ] |
| 1972 | Ursula K. Le Guin                    | The Lathe of Heaven                                                         | Amazing Stories                                             | [ 29 ] |
| 1972 | Anne McCaffrey                       | Dragonquest                                                                 | Ballantine Books                                            | [ 29 ] |
| 1972 | Roger Zelazny                        | Jack of Shadows                                                             | The Magazine of Fantasy & Science Fiction                   | [ 29 ] |
| 1972 | Robert Silverberg                    | A Time of Changes                                                           | Galaxy Science Fiction                                      | [ 29 ] |
| 1973 | Isaac Asimov*                        | Fins i tot els déus (Gods Themselves)                                       | Galaxy Science Fiction                                      | [ 30 ] |
| 1973 | David Gerrold                        | When HARLIE Was One                                                         | Ballantine Books                                            | [ 30 ] |
| 1973 | Poul Anderson                        | There Will Be Time                                                          | Signet Books                                                | [ 30 ] |
| 1973 | Robert Silverberg                    | The Book of Skulls                                                          | Charles Scribner's Sons                                     | [ 30 ] |
| 1973 | Robert Silverberg                    | Dying Inside                                                                | Galaxy Science Fiction                                      | [ 30 ] |
| 1973 | Clifford D. Simak                    | A Choice of Gods                                                            | Putnam Publishing Group                                     | [ 30 ] |
| 1974 | Arthur C. Clarke*                    | Encontre amb Rama (Rendezvous with Rama)                                    | Galaxy Science Fiction                                      | [ 32 ] |
| 1974 | Robert A. Heinlein                   | Time Enough for Love                                                        | Putnam Publishing Group                                     | [ 32 ] |
| 1974 | Larry Niven                          | Protector                                                                   | Ballantine Books                                            | [ 32 ] |
| 1974 | Poul Anderson                        | The People of the Wind                                                      | Analog Science Fact & Fiction                               | [ 32 ] |
| 1974 | David Gerrold                        | The Man Who Folded Himself                                                  | Random House                                                | [ 32 ] |
| 1975 | Ursula K. Le Guin*                   | Els Desposseïts (The Dispossessed)                                          | Harper & Row                                                | [ 33 ] |
| 1975 | Poul Anderson                        | Fire Time                                                                   | Doubleday                                                   | [ 33 ] |
| 1975 | Philip K. Dick                       | Flow My Tears, the Policeman Said                                           | Doubleday                                                   | [ 33 ] |
| 1975 | Larry Niven                          | The Mote in God's Eye                                                       | Simon & Schuster                                            | [ 33 ] |
| 1975 | Jerry Pournelle                      | The Mote in God's Eye                                                       | Simon & Schuster                                            | [ 33 ] |
| 1975 | Christopher Priest                   | Inverted World                                                              | Galaxy Science Fiction                                      | [ 33 ] |
| 1976 | Joe Haldeman*                        | The Forever War                                                             | St. Martin's Press                                          | [ 34 ] |
| 1976 | Roger Zelazny                        | Doorways in the Sand                                                        | Analog Science Fact & Fiction                               | [ 34 ] |
| 1976 | Larry Niven                          | Inferno                                                                     | Galaxy Science Fiction                                      | [ 34 ] |
| 1976 | Jerry Pournelle                      | Inferno                                                                     | Galaxy Science Fiction                                      | [ 34 ] |
| 1976 | Alfred Bester                        | The Computer Connection (també conseguda com a The Indian Giver)            | Berkley Putnam                                              | [ 34 ] |
| 1976 | Robert Silverberg                    | The Stochastic Man                                                          | Harper & Row                                                | [ 34 ] |
| 1977 | Kate Wilhelm*                        | Where Late the Sweet Birds Sang                                             | Harper & Row                                                | [ 35 ] |
| 1977 | Joe Haldeman                         | Mindbridge                                                                  | St. Martin's Press                                          | [ 35 ] |
| 1977 | Frank Herbert                        | Els fills de Dune (Children of Dune)                                        | Analog Science Fact & Fiction                               | [ 35 ] |
| 1977 | Frederik Pohl                        | Man Plus                                                                    | The Magazine of Fantasy & Science Fiction                   | [ 35 ] |
| 1977 | Robert Silverberg                    | Shadrach in the Furnace                                                     | Analog Science Fact & Fiction                               | [ 35 ] |
| 1978 | Frederik Pohl*                       | Gateway                                                                     | Galaxy Science Fiction                                      | [ 38 ] |
| 1978 | Marion Zimmer Bradley                | The Forbidden Tower                                                         | DAW Books                                                   | [ 38 ] |
| 1978 | Larry Niven                          | Lucifer's Hammer                                                            | Playboy Press                                               | [ 38 ] |
| 1978 | Jerry Pournelle                      | Lucifer's Hammer                                                            | Playboy Press                                               | [ 38 ] |
| 1978 | Gordon R. Dickson                    | Time Storm                                                                  | St. Martin's Press                                          | [ 38 ] |
| 1978 | George R. R. Martin                  | Dying of the Light                                                          | Analog Science Fact & Fiction                               | [ 38 ] |
| 1979 | Vonda N. McIntyre*                   | Dreamsnake                                                                  | Houghton Mifflin                                            | [ 39 ] |
| 1979 | Anne McCaffrey                       | The White Dragon                                                            | Del Rey Books                                               | [ 39 ] |
| 1979 | C. J. Cherryh                        | The Faded Sun: Kesrith                                                      | Galaxy Science Fiction                                      | [ 39 ] |
| 1979 | Tom Reamy                            | Blind Voices                                                                | Berkley Putnam                                              | [ 39 ] |
| 1980 | Arthur C. Clarke*                    | The Fountains of Paradise                                                   | Victor Gollancz Ltd                                         | [ 40 ] |
| 1980 | John Varley                          | Titan                                                                       | Berkley Putnam                                              | [ 40 ] |
| 1980 | Frederik Pohl                        | Jem                                                                         | St. Martin's Press                                          | [ 40 ] |
| 1980 | Patricia A. McKillip                 | Harpist in the Wind                                                         | Atheneum Books                                              | [ 40 ] |
| 1980 | Thomas M. Disch                      | On Wings of Song                                                            | The Magazine of Fantasy & Science Fiction                   | [ 40 ] |
| 1981 | Joan D. Vinge*                       | The Snow Queen                                                              | Dial Press                                                  | [ 41 ] |
| 1981 | Robert Silverberg                    | Lord Valentine's Castle                                                     | The Magazine of Fantasy & Science Fiction                   | [ 41 ] |
| 1981 | Larry Niven                          | The Ringworld Engineers                                                     | Galileo Magazine of Science & Fiction                       | [ 41 ] |
| 1981 | Frederik Pohl                        | Beyond the Blue Event Horizon                                               | Del Rey Books                                               | [ 41 ] |
| 1981 | John Varley                          | Wizard                                                                      | Berkley Putnam                                              | [ 41 ] |
| 1982 | C. J. Cherryh*                       | Downbelow Station                                                           | DAW Books                                                   | [ 42 ] |
| 1982 | Gene Wolfe                           | The Claw of the Conciliator                                                 | Timescape Books                                             | [ 42 ] |
| 1982 | Julian May                           | The Many-Colored Land                                                       | Houghton Mifflin                                            | [ 42 ] |
| 1982 | Clifford D. Simak                    | Project Pope                                                                | Del Rey Books                                               | [ 42 ] |
| 1982 | John Crowley                         | Little, Big                                                                 | Bantam Books                                                | [ 42 ] |
| 1983 | Isaac Asimov*                        | Els límits de la Fundació (Foundation's Edge)                               | Doubleday                                                   | [ 43 ] |
| 1983 | C. J. Cherryh                        | The Pride of Chanur                                                         | DAW Books                                                   | [ 43 ] |
| 1983 | Arthur C. Clarke                     | 2010: Odyssey Two                                                           | Del Rey Books                                               | [ 43 ] |
| 1983 | Robert A. Heinlein                   | Friday                                                                      | Holt, Rinehart and Winston                                  | [ 43 ] |
| 1983 | Donald Kingsbury                     | Courtship Rite                                                              | Timescape                                                   | [ 43 ] |
| 1983 | Gene Wolfe                           | The Sword of the Lictor                                                     | Timescape                                                   | [ 43 ] |
| 1984 | David Brin*                          | Startide Rising                                                             | Bantam Books                                                | [ 44 ] |
| 1984 | R. A. MacAvoy                        | Tea with the Black Dragon                                                   | Bantam Books                                                | [ 44 ] |
| 1984 | John Varley                          | Millennium                                                                  | Berkley Books                                               | [ 44 ] |
| 1984 | Anne McCaffrey                       | Moreta: Dragonlady of Pern                                                  | Del Rey Books                                               | [ 44 ] |
| 1984 | Isaac Asimov                         | The Robots of Dawn                                                          | Doubleday                                                   | [ 44 ] |
| 1985 | William Gibson*                      | Neuromàntic (Neuromancer)                                                   | Ace Books                                                   | [ 45 ] |
| 1985 | David R. Palmer                      | Emergence                                                                   | Bantam Books                                                | [ 45 ] |
| 1985 | Vernor Vinge                         | The Peace War                                                               | Bluejay Books                                               | [ 45 ] |
| 1985 | Robert A. Heinlein                   | Job: A Comedy of Justice                                                    | Del Rey Books                                               | [ 45 ] |
| 1985 | Larry Niven                          | The Integral Trees                                                          | Del Rey Books                                               | [ 45 ] |
| 1986 | Orson Scott Card*                    | El joc de l'Ender (Ender's Game)                                            | Tor Books                                                   | [ 46 ] |
| 1986 | C. J. Cherryh                        | Cuckoo's Egg                                                                | DAW Books                                                   | [ 46 ] |
| 1986 | David Brin                           | The Postman                                                                 | Bantam Spectra                                              | [ 46 ] |
| 1986 | Larry Niven                          | Footfall                                                                    | Del Rey Books                                               | [ 46 ] |
| 1986 | Jerry Pournelle                      | Footfall                                                                    | Del Rey Books                                               | [ 46 ] |
| 1986 | Greg Bear                            | Blood Music                                                                 | Arbor House                                                 | [ 46 ] |
| 1987 | Orson Scott Card*                    | Speaker for the Dead                                                        | Tor Books                                                   | [ 47 ] |
| 1987 | Bob Shaw                             | The Ragged Astronauts                                                       | Victor Gollancz Ltd                                         | [ 47 ] |
| 1987 | William Gibson                       | Count Zero                                                                  | Asimov's Science Fiction                                    | [ 47 ] |
| 1987 | Vernor Vinge                         | Marooned in Realtime                                                        | Analog Science Fact & Fiction                               | [ 47 ] |
| 1987 | L. Ron Hubbard                       | Black Genesis                                                               | Bridge Publications                                         | [ 47 ] |
| 1988 | David Brin*                          | The Uplift War                                                              | Bantam Spectra                                              | [ 48 ] |
| 1988 | George Alec Effinger                 | When Gravity Fails                                                          | Arbor House                                                 | [ 48 ] |
| 1988 | Orson Scott Card                     | Seventh Son                                                                 | Tor Books                                                   | [ 48 ] |
| 1988 | Greg Bear                            | The Forge of God                                                            | Tor Books                                                   | [ 48 ] |
| 1988 | Gene Wolfe                           | The Urth of the New Sun                                                     | Tor Books                                                   | [ 48 ] |
| 1989 | C. J. Cherryh*                       | Cyteen                                                                      | Warner Books                                                | [ 49 ] |
| 1989 | Orson Scott Card                     | Red Prophet                                                                 | Tor Books                                                   | [ 49 ] |
| 1989 | Lois McMaster Bujold                 | Falling Free                                                                | Analog Science Fact & Fiction                               | [ 49 ] |
| 1989 | Bruce Sterling                       | Islands in the Net                                                          | Arbor House                                                 | [ 49 ] |
| 1989 | William Gibson                       | Mona Lisa Overdrive                                                         | Victor Gollancz Ltd                                         | [ 49 ] |
| 1990 | Dan Simmons*                         | Hyperion                                                                    | Doubleday                                                   | [ 50 ] |
| 1990 | George Alec Effinger                 | A Fire in the Sun                                                           | Doubleday                                                   | [ 50 ] |
| 1990 | Orson Scott Card                     | Prentice Alvin                                                              | Tor Books                                                   | [ 50 ] |
| 1990 | Poul Anderson                        | The Boat of a Million Years                                                 | Tor Books                                                   | [ 50 ] |
| 1990 | Sheri S. Tepper                      | Grass                                                                       | Doubleday                                                   | [ 50 ] |
| 1991 | Lois McMaster Bujold*                | The Vor Game                                                                | Baen Books                                                  | [ 51 ] |
| 1991 | David Brin                           | Earth                                                                       | Bantam Spectra                                              | [ 51 ] |
| 1991 | Dan Simmons                          | The Fall of Hyperion                                                        | Doubleday                                                   | [ 51 ] |
| 1991 | Michael P. Kube-McDowell             | The Quiet Pools                                                             | Ace Books                                                   | [ 51 ] |
| 1991 | Greg Bear                            | Queen of Angels                                                             | Warner Questar                                              | [ 51 ] |
| 1992 | Lois McMaster Bujold*                | Barrayar                                                                    | Analog Science Fact & Fiction                               | [ 52 ] |
| 1992 | Emma Bull                            | Bone Dance                                                                  | Ace Books                                                   | [ 52 ] |
| 1992 | Anne McCaffrey                       | All the Weyrs of Pern                                                       | Del Rey Books                                               | [ 52 ] |
| 1992 | Joan D. Vinge                        | The Summer Queen                                                            | Warner Questar                                              | [ 52 ] |
| 1992 | Orson Scott Card                     | Xenocide                                                                    | Tor Books                                                   | [ 52 ] |
| 1992 | Michael Swanwick                     | Stations of the Tide                                                        | Asimov's Science Fiction                                    | [ 52 ] |
| 1993 | Vernor Vinge*                        | A Fire Upon the Deep                                                        | Tor Books                                                   | [ 53 ] |
| 1993 | Connie Willis*                       | Doomsday Book                                                               | Bantam Spectra                                              | [ 53 ] |
| 1993 | Kim Stanley Robinson                 | Red Mars                                                                    | HarperCollins                                               | [ 53 ] |
| 1993 | Maureen F. McHugh                    | Xina Muntanya Zhang (China Mountain Zhang)                                  | Tor Books                                                   | [ 53 ] |
| 1993 | John Varley                          | Steel Beach                                                                 | Ace Books/Putnam Publishing Group                           | [ 53 ] |
| 1994 | Kim Stanley Robinson*                | Green Mars                                                                  | HarperCollins                                               | [ 55 ] |
| 1994 | Greg Bear                            | Moving Mars                                                                 | Tor Books                                                   | [ 55 ] |
| 1994 | Nancy Kress                          | Beggars in Spain                                                            | Morrow AvoNova                                              | [ 55 ] |
| 1994 | David Brin                           | Glory Season                                                                | Bantam Spectra                                              | [ 55 ] |
| 1994 | William Gibson                       | Virtual Light                                                               | Bantam Spectra                                              | [ 55 ] |
| 1995 | Lois McMaster Bujold*                | Mirror Dance                                                                | Baen Books                                                  | [ 56 ] |
| 1995 | John Barnes                          | Mother of Storms                                                            | Tor Books                                                   | [ 56 ] |
| 1995 | Nancy Kress                          | Beggars and Choosers                                                        | Tor Books                                                   | [ 56 ] |
| 1995 | Michael Bishop                       | Brittle Innings                                                             | Bantam Books                                                | [ 56 ] |
| 1995 | James K. Morrow                      | Towing Jehovah                                                              | Harcourt Brace                                              | [ 56 ] |
| 1996 | Neal Stephenson*                     | The Diamond Age                                                             | Bantam Spectra                                              | [ 57 ] |
| 1996 | Stephen Baxter                       | The Time Ships                                                              | HarperPrism                                                 | [ 57 ] |
| 1996 | David Brin                           | Brightness Reef                                                             | Bantam Books                                                | [ 57 ] |
| 1996 | Robert J. Sawyer                     | The Terminal Experiment (també coneguda com a Hobson's Choice)              | Analog Science Fiction and Fact                             | [ 57 ] |
| 1996 | Connie Willis                        | Remake                                                                      | Bantam Spectra                                              | [ 57 ] |
| 1997 | Kim Stanley Robinson*                | Blue Mars                                                                   | HarperCollins Voyager                                       | [ 58 ] |
| 1997 | Lois McMaster Bujold                 | Memory                                                                      | Baen Books                                                  | [ 58 ] |
| 1997 | Elizabeth Moon                       | Remnant Population                                                          | Baen Books                                                  | [ 58 ] |
| 1997 | Robert J. Sawyer                     | Starplex                                                                    | Analog Science Fiction and Fact                             | [ 58 ] |
| 1997 | Bruce Sterling                       | Holy Fire                                                                   | Bantam Spectra                                              | [ 58 ] |
| 1998 | Joe Haldeman*                        | Forever Peace                                                               | Ace Books                                                   | [ 59 ] |
| 1998 | Walter Jon Williams                  | City on Fire                                                                | HarperPrism                                                 | [ 59 ] |
| 1998 | Dan Simmons                          | The Rise of Endymion                                                        | Bantam Spectra                                              | [ 59 ] |
| 1998 | Robert J. Sawyer                     | Frameshift                                                                  | Tor Books                                                   | [ 59 ] |
| 1998 | Michael Swanwick                     | Jack Faust                                                                  | Avon Publications                                           | [ 59 ] |
| 1999 | Connie Willis*                       | To Say Nothing of the Dog                                                   | Bantam Spectra                                              | [ 60 ] |
| 1999 | Mary Doria Russell                   | Children of God                                                             | Villard Books                                               | [ 60 ] |
| 1999 | Robert Charles Wilson                | Darwinia                                                                    | Tor Books                                                   | [ 60 ] |
| 1999 | Bruce Sterling                       | Distraction                                                                 | Bantam Spectra                                              | [ 60 ] |
| 1999 | Robert J. Sawyer                     | Factoring Humanity                                                          | Tor Books                                                   | [ 60 ] |
| 2000 | Vernor Vinge*                        | A Deepness in the Sky                                                       | Tor Books                                                   | [ 61 ] |
| 2000 | Lois McMaster Bujold                 | A Civil Campaign                                                            | Baen Books                                                  | [ 61 ] |
| 2000 | Neal Stephenson                      | Cryptonomicon                                                               | Avon Publications                                           | [ 61 ] |
| 2000 | Greg Bear                            | Darwin's Radio                                                              | HarperCollins                                               | [ 61 ] |
| 2000 | J. K. Rowling                        | Harry Potter i el pres d'Azkaban (Harry Potter and the Prisoner of Azkaban) | Bloomsbury Publishing                                       | [ 61 ] |
| 2001 | J. K. Rowling*                       | Harry Potter i el calze de foc (Harry Potter and the Goblet of Fire)        | Bloomsbury Publishing                                       | [ 62 ] |
| 2001 | George R. R. Martin                  | Tempesta d'espases (A Storm of Swords)                                      | HarperCollins Voyager                                       | [ 62 ] |
| 2001 | Robert J. Sawyer                     | Calculating God                                                             | Tor Books                                                   | [ 62 ] |
| 2001 | Ken MacLeod                          | The Sky Road                                                                | Tor Books                                                   | [ 62 ] |
| 2001 | Nalo Hopkinson                       | Midnight Robber                                                             | Warner Aspect                                               | [ 62 ] |
| 2002 | Neil Gaiman*                         | American Gods                                                               | William Morrow and Company                                  | [ 63 ] |
| 2002 | Lois McMaster Bujold                 | The Curse of Chalion                                                        | Eos                                                         | [ 63 ] |
| 2002 | Connie Willis                        | Passage                                                                     | Bantam Books                                                | [ 63 ] |
| 2002 | China Miéville                       | Perdido Street Station                                                      | Macmillan Publishers                                        | [ 63 ] |
| 2002 | Robert Charles Wilson                | The Chronoliths                                                             | Tor Books                                                   | [ 63 ] |
| 2002 | Ken MacLeod                          | Cosmonaut Keep                                                              | Orbit Books                                                 | [ 63 ] |
| 2003 | Robert J. Sawyer*                    | Hominids                                                                    | Analog Science Fiction and Fact                             | [ 64 ] |
| 2003 | David Brin                           | Kiln People (Al Regne Unit: Kil'n People)                                   | Tor Books                                                   | [ 64 ] |
| 2003 | Michael Swanwick                     | Bones of the Earth                                                          | Eos                                                         | [ 64 ] |
| 2003 | China Miéville                       | The Scar                                                                    | Del Rey Books                                               | [ 64 ] |
| 2003 | Kim Stanley Robinson                 | The Years of Rice and Salt                                                  | Bantam Books                                                | [ 64 ] |
| 2004 | Lois McMaster Bujold*                | Paladin of Souls                                                            | Eos                                                         | [ 65 ] |
| 2004 | Dan Simmons                          | Ilium                                                                       | Eos                                                         | [ 65 ] |
| 2004 | Charles Stross                       | Singularity Sky                                                             | Ace Books                                                   | [ 65 ] |
| 2004 | Robert Charles Wilson                | Blind Lake                                                                  | Tor Books                                                   | [ 65 ] |
| 2004 | Robert J. Sawyer                     | Humans                                                                      | Tor Books                                                   | [ 65 ] |
| 2005 | Susanna Clarke*                      | Jonathan Strange i el senyor Norrell (Jonathan Strange & Mr Norrell)        | Bloomsbury Publishing                                       | [ 67 ] |
| 2005 | Ian McDonald                         | River of Gods                                                               | Simon & Schuster                                            | [ 67 ] |
| 2005 | Iain M. Banks                        | The Algebraist                                                              | Orbit Books                                                 | [ 67 ] |
| 2005 | Charles Stross                       | Iron Sunrise                                                                | Ace Books                                                   | [ 67 ] |
| 2005 | China Miéville                       | Iron Council                                                                | Del Rey Books                                               | [ 67 ] |
| 2006 | Robert Charles Wilson*               | Spin                                                                        | Tor Books                                                   | [ 68 ] |
| 2006 | Ken MacLeod                          | Learning the World                                                          | Orbit Books                                                 | [ 68 ] |
| 2006 | George R. R. Martin                  | Festí de corbs (A Feast for Crows)                                          | Voyager Books                                               | [ 68 ] |
| 2006 | John Scalzi                          | Old Man's War                                                               | Tor Books                                                   | [ 68 ] |
| 2006 | Charles Stross                       | Accelerando                                                                 | Ace Books                                                   | [ 68 ] |
| 2007 | Vernor Vinge*                        | Rainbows End                                                                | Tor Books                                                   | [ 69 ] |
| 2007 | Charles Stross                       | Glasshouse                                                                  | Ace Books                                                   | [ 69 ] |
| 2007 | Naomi Novik                          | His Majesty's Dragon                                                        | Voyager Books                                               | [ 69 ] |
| 2007 | Michael F. Flynn                     | Eifelheim                                                                   | Tor Books                                                   | [ 69 ] |
| 2007 | Peter Watts                          | Blindsight                                                                  | Tor Books                                                   | [ 69 ] |
| 2008 | Michael Chabon*                      | The Yiddish Policemen's Union                                               | HarperCollins                                               | [ 70 ] |
| 2008 | John Scalzi                          | The Last Colony                                                             | Tor Books                                                   | [ 70 ] |
| 2008 | Charles Stross                       | Halting State                                                               | Ace Books                                                   | [ 70 ] |
| 2008 | Robert J. Sawyer                     | Rollback                                                                    | Tor Books                                                   | [ 70 ] |
| 2008 | Ian McDonald                         | Brasyl                                                                      | Pyr                                                         | [ 70 ] |
| 2009 | Neil Gaiman*                         | El llibre del cementiri (The Graveyard Book)                                | HarperCollins                                               | [ 72 ] |
| 2009 | Cory Doctorow                        | Little Brother                                                              | Tor Books                                                   | [ 72 ] |
| 2009 | Neal Stephenson                      | Anathem                                                                     | Morrow                                                      | [ 72 ] |
| 2009 | Charles Stross                       | Saturn's Children                                                           | Ace Books                                                   | [ 72 ] |
| 2009 | John Scalzi                          | Zoe's Tale                                                                  | Tor Books                                                   | [ 72 ] |
| 2010 | Paolo Bacigalupi*                    | The Windup Girl                                                             | Night Shade Books                                           | [ 73 ] |
| 2010 | China Miéville*                      | La ciutat i la ciutat (The City & the City)                                 | Del Rey Books                                               | [ 73 ] |
| 2010 | Cherie Priest                        | Boneshaker                                                                  | Tor Books                                                   | [ 73 ] |
| 2010 | Robert J. Sawyer                     | Wake                                                                        | Ace Books                                                   | [ 73 ] |
| 2010 | Catherynne M. Valente                | Palimpsest                                                                  | Bantam Spectra                                              | [ 73 ] |
| 2010 | Robert Charles Wilson                | Julian Comstock: A Story of 22nd-Century America                            | Tor Books                                                   | [ 73 ] |
| 2011 | Connie Willis*                       | Blackout/All Clear                                                          | Spectra Books                                               | [ 75 ] |
| 2011 | Lois McMaster Bujold                 | Cryoburn                                                                    | Baen Books                                                  | [ 75 ] |
| 2011 | Ian McDonald                         | The Dervish House                                                           | Gollancz / Pyr                                              | [ 75 ] |
| 2011 | Mira Grant                           | Feed                                                                        | Orbit Books                                                 | [ 75 ] |
| 2011 | N. K. Jemisin                        | The Hundred Thousand Kingdoms                                               | Orbit Books                                                 | [ 75 ] |
| 2012 | Jo Walton*                           | Among Others                                                                | Tor Books                                                   | [ 76 ] |
| 2012 | George R. R. Martin                  | Dansa amb dracs (A Dance with Dragons)                                      | Bantam Spectra                                              | [ 76 ] |
| 2012 | Mira Grant                           | Deadline                                                                    | Orbit Books                                                 | [ 76 ] |
| 2012 | China Miéville                       | Embassytown                                                                 | Macmillan Publishers / Del Rey Books                        | [ 76 ] |
| 2012 | James S. A. Corey                    | Leviathan Wakes                                                             | Orbit Books                                                 | [ 76 ] |
| 2013 | John Scalzi*                         | Redshirts                                                                   | Tor Books                                                   | [ 77 ] |
| 2013 | Kim Stanley Robinson                 | 2312                                                                        | Orbit Books                                                 | [ 77 ] |
| 2013 | Mira Grant                           | Blackout                                                                    | Orbit Books                                                 | [ 77 ] |
| 2013 | Lois McMaster Bujold                 | Captain Vorpatril's Alliance                                                | Baen Books                                                  | [ 77 ] |
| 2013 | Saladin Ahmed                        | Throne of the Crescent Moon                                                 | DAW Books                                                   | [ 77 ] |
| 2014 | Ann Leckie*                          | Ancillary Justice                                                           | Orbit Books                                                 | [ 78 ] |
| 2014 | Charles Stross                       | Neptune's Brood                                                             | Ace Books                                                   | [ 78 ] |
| 2014 | Mira Grant                           | Parasite                                                                    | Orbit Books                                                 | [ 78 ] |
| 2014 | Larry Correia                        | Warbound                                                                    | Baen Books                                                  | [ 78 ] |
| 2014 | Robert Jordan                        | The Wheel of Time                                                           | Tor Books                                                   | [ 78 ] |
| 2014 | Brandon Sanderson                    | The Wheel of Time                                                           | Tor Books                                                   | [ 78 ] |
| 2015 | Cixin Liu (xinès)*                   | El problema dels tres cossos (三体)                                         | Chongqing Press (original) Tor Books (traducció a l'anglès) | [ 81 ] |
| 2015 | Ken Liu (traductor a l'anglès)*      | El problema dels tres cossos (三体)                                         | Chongqing Press (original) Tor Books (traducció a l'anglès) | [ 81 ] |
| 2015 | Katherine Addison                    | The Goblin Emperor                                                          | Tor Books                                                   | [ 81 ] |
| 2015 | Kevin J. Anderson                    | The Dark Between the Stars                                                  | Tor Books                                                   | [ 81 ] |
| 2015 | Jim Butcher                          | Skin Game                                                                   | Roc Books                                                   | [ 81 ] |
| 2015 | Ann Leckie                           | Ancillary Sword                                                             | Orbit Books                                                 | [ 81 ] |
| 2016 | N. K. Jemisin*                       | La cinquena estació (The Fifth Season)                                      | Orbit Books                                                 | [ 82 ] |
| 2016 | Naomi Novik                          | Uprooted                                                                    | Del Rey Books                                               | [ 82 ] |
| 2016 | Ann Leckie                           | Ancillary Mercy                                                             | Orbit Books                                                 | [ 82 ] |
| 2016 | Neal Stephenson                      | Seveneves                                                                   | William Morrow and Company                                  | [ 82 ] |
| 2016 | Jim Butcher                          | The Cinder Spires: The Aeronaut's Windlass                                  | Roc Books                                                   | [ 82 ] |
| 2017 | N. K. Jemisin*                       | El portal dels obeliscs (The Obelisk Gate)                                  | Orbit Books                                                 | [ 84 ] |
| 2017 | Charlie Jane Anders                  | All the Birds in the Sky                                                    | Tor Books                                                   | [ 84 ] |
| 2017 | Becky Chambers                       | A Closed and Common Orbit                                                   | Hodder & Stoughton                                          | [ 84 ] |
| 2017 | Cixin Liu (xinès)                    | Death's End (死神永生)                                                      | Chongqing Press (original) Tor Books (traducció)            | [ 84 ] |
| 2017 | Ken Liu (traductor)                  | Death's End (死神永生)                                                      | Chongqing Press (original) Tor Books (traducció)            | [ 84 ] |
| 2017 | Yoon Ha Lee                          | Ninefox Gambit                                                              | Solaris Books                                               | [ 84 ] |
| 2017 | Ada Palmer                           | Too Like the Lightning                                                      | Tor Books                                                   | [ 84 ] |
| 2018 | N. K. Jemisin*                       | The Stone Sky                                                               | Orbit Books                                                 | [ 85 ] |
| 2018 | John Scalzi                          | The Collapsing Empire                                                       | Tor Books                                                   | [ 85 ] |
| 2018 | Kim Stanley Robinson                 | New York 2140                                                               | Orbit Books                                                 | [ 85 ] |
| 2018 | Ann Leckie                           | Provenance                                                                  | Orbit Books                                                 | [ 85 ] |
| 2018 | Yoon Ha Lee                          | Raven Stratagem                                                             | Solaris Books                                               | [ 85 ] |
| 2018 | Mur Lafferty                         | Six Wakes                                                                   | Orbit Books                                                 | [ 85 ] |
| 2019 | Mary Robinette Kowal*                | The Calculating Stars                                                       | Tor Books                                                   | [ 86 ] |
| 2019 | Becky Chambers                       | Record of a Spaceborn Few                                                   | Hodder & Stoughton                                          | [ 86 ] |
| 2019 | Yoon Ha Lee                          | Revenant Gun                                                                | Solaris Books                                               | [ 86 ] |
| 2019 | Naomi Novik                          | Spinning Silver                                                             | Del Rey Books                                               | [ 86 ] |
| 2019 | Rebecca Roanhorse                    | El rastre del llamp (Trail of Lightning)                                    | Saga Press                                                  | [ 86 ] |
| 2019 | Catherynne M. Valente                | Space Opera                                                                 | Saga Press                                                  | [ 86 ] |
| 2020 | Arkady Martine*                      | A Memory Called Empire                                                      | Tor Books                                                   | [ 88 ] |
| 2020 | Charlie Jane Anders                  | The City in the Middle of the Night                                         | Tor Books                                                   | [ 88 ] |
| 2020 | Tamsyn Muir                          | Gideon the Ninth                                                            | Tor.com Publishing                                          | [ 88 ] |
| 2020 | Kameron Hurley                       | La brigada lluminosa (The Light Brigade)                                    | Saga Press                                                  | [ 88 ] |
| 2020 | Seanan McGuire                       | Middlegame                                                                  | Tor.com Publishing                                          | [ 88 ] |
| 2020 | Alix E. Harrow                       | The Ten Thousand Doors of January                                           | Redhook                                                     | [ 88 ] |
| 2021 | Martha Wells*                        | Network Effect                                                              | Tor.com Publishing                                          | [ 90 ] |
| 2021 | Rebecca Roanhorse                    | Black Sun                                                                   | Saga Press                                                  | [ 90 ] |
| 2021 | N. K. Jemisin                        | The City We Became                                                          | Orbit Books                                                 | [ 90 ] |
| 2021 | Tamsyn Muir                          | Harrow the Ninth                                                            | Tor.com Publishing                                          | [ 90 ] |
| 2021 | Susanna Clarke                       | Piranesi                                                                    | Bloomsbury Publishing                                       | [ 90 ] |
| 2021 | Mary Robinette Kowal                 | The Relentless Moon                                                         | Tor Books                                                   | [ 90 ] |
| 2022 | Arkady Martine*                      | A Desolation Called Peace                                                   | Tor Books                                                   | [ 91 ] |
| 2022 | Becky Chambers                       | The Galaxy, and the Ground Within                                           | Harper Voyager/Hodder & Stoughton                           | [ 91 ] |
| 2022 | Ryka Aoki                            | Light From Uncommon Stars                                                   | Tor Books/St Martin's Press                                 | [ 91 ] |
| 2022 | P. Djèlí Clark                       | A Master of Djinn                                                           | Tordotcom/Orbit UK                                          | [ 91 ] |
| 2022 | Andy Weir                            | Project Hail Mary                                                           | Ballantine Books/Del Rey Books                              | [ 91 ] |
| 2022 | Shelley Parker-Chan                  | She Who Became the Sun                                                      | Tor Books/Mantle Books                                      | [ 91 ] |
| 2023 | Ursula Vernon (com a T. Kingfisher)* | Ortiga i os (Nettle & Bone)                                                 | Tor Books                                                   | [ 95 ] |
| 2023 | John Scalzi                          | The Kaiju Preservation Society                                              | Tor Books                                                   | [ 95 ] |
| 2023 | Travis Baldree                       | Legends & Lattes                                                            | Tor Books                                                   | [ 95 ] |
| 2023 | Tamsyn Muir                          | Nona the Ninth                                                              | Tordotcom                                                   | [ 95 ] |
| 2023 | Silvia Moreno-Garcia                 | The Daughter of Doctor Moreau                                               | Del Rey Books                                               | [ 95 ] |
| 2023 | Mary Robinette Kowal                 | The Spare Man                                                               | Tor Books                                                   | [ 95 ] |
| 2024 | Emily Tesh *                         | Some Desperate Glory                                                        | Tordotcom/Orbit Books                                       | [ 96 ] |
| 2024 | Shannon Chakraborty                  | The Adventures of Amina al-Sirafi                                           | Harper Voyager                                              | [ 96 ] |
| 2024 | Vajra Chandrasekera                  | The Saint of Bright Doors                                                   | Tordotcom                                                   | [ 96 ] |
| 2024 | John Scalzi                          | Starter Villain                                                             | Tor Books                                                   | [ 96 ] |
| 2024 | Ann Leckie                           | Translation State                                                           | Orbit Books                                                 | [ 96 ] |
| 2024 | Martha Wells                         | Witch King                                                                  | Tordotcom                                                   | [ 96 ] |
| 2025 | Adrian Tchaikovsky                   | Alien Clay                                                                  | Orbit Books/Tor UK                                          | [ 97 ] |
| 2025 | Kaliane Bradley                      | The Ministry of Time                                                        | Avid Reader Press/Sceptre                                   | [ 97 ] |
| 2025 | Adrian Tchaikovsky                   | Service Model                                                               | Tordotcom                                                   | [ 97 ] |
| 2025 | John Wiswell                         | Someone You Can Build a Nest In                                             | DAW Books                                                   | [ 97 ] |
| 2025 | Ursula Vernon (com a T. Kingfisher)  | A Sorceress Comes to Call                                                   | Tor Books                                                   | [ 97 ] |
| 2025 | Robert Jackson Bennett               | The Tainted Cup                                                             | Del Rey Books/Hodderscape                                   | [ 97 ] |

### Retro Hugos
A partir de la Worldcon de 1996, la World Science Fiction Society va crear el concepte de "Retro Hugos", en què el premi Hugo es podia atorgar retroactivament obres de 50, 75 o 100 anys anteriors. Els Retro Hugos només es poden atorgar durant els anys posteriors al 1939 (l'any de la primera Worldcon) en què originalment no es van atorgar Hugos. Els Retro-Hugo han estat guardonats vuit vegades, pel 1939, 1941, 1943–46, 1951 i 1954.
| Any  | Any premiat | Autor(s)                                    | Novel·la                                                  | Editorial o publicació     | Ref.    |
| ---- | ----------- | ------------------------------------------- | --------------------------------------------------------- | -------------------------- | ------- |
| 1939 | 2014        | T. H. White*                                | The Sword in the Stone                                    | William Collins, Sons      | [ 98 ]  |
| 1939 | 2014        | Edgar Rice Burroughs                        | Carson of Venus                                           | Argosy                     | [ 98 ]  |
| 1939 | 2014        | E. E. Smith                                 | Galactic Patrol                                           | Astounding Stories         | [ 98 ]  |
| 1939 | 2014        | Jack Williamson                             | The Legion of Time                                        | Astounding Science-Fiction | [ 98 ]  |
| 1939 | 2014        | C. S. Lewis                                 | Out of the Silent Planet                                  | The Bodley Head            | [ 98 ]  |
| 1941 | 2016        | A. E. van Vogt*                             | Slan                                                      | Astounding Science Fiction | [ 99 ]  |
| 1941 | 2016        | E. E. Smith                                 | Gray Lensman                                              | Astounding Science Fiction | [ 99 ]  |
| 1941 | 2016        | T. H. White                                 | The Ill-Made Knight                                       | William Collins, Sons      | [ 99 ]  |
| 1941 | 2016        | Karin Boye                                  | Kallocain                                                 | Bonnier Group              | [ 99 ]  |
| 1941 | 2016        | Jack Williamson                             | The Reign of Wizardry                                     | Unknown                    | [ 99 ]  |
| 1943 | 2018        | Robert A. Heinlein (com a Anson MacDonald)* | Beyond This Horizon                                       | Astounding Science Fiction | [ 100 ] |
| 1943 | 2018        | Olaf Stapledon                              | Darkness and the Light                                    | Methuen Publishing         | [ 100 ] |
| 1943 | 2018        | Curt Siodmak                                | Donovan's Brain                                           | Black Mask                 | [ 100 ] |
| 1943 | 2018        | Austin Tappan Wright                        | Islandia                                                  | Farrar &amp; Rinehart      | [ 100 ] |
| 1943 | 2018        | E. E. Smith                                 | Second Stage Lensmen                                      | Astounding Science Fiction | [ 100 ] |
| 1943 | 2018        | Dorothy Macardle                            | The Uninvited                                             | Doubleday                  | [ 100 ] |
| 1944 | 2019        | Fritz Leiber*                               | Conjure Wife                                              | Unknown Worlds             | [ 101 ] |
| 1944 | 2019        | C. L. Moore                                 | Earth's Last Citadel                                      | Argosy                     | [ 86 ]  |
| 1944 | 2019        | Henry Kuttner                               | Earth's Last Citadel                                      | Argosy                     | [ 86 ]  |
| 1944 | 2019        | Fritz Leiber                                | Gather, Darkness!                                         | Astounding Science-Fiction | [ 101 ] |
| 1944 | 2019        | Hermann Hesse                               | Das Glasperlenspiel (The Glass Bead Game)                 | Fretz &amp; Wasmuth        | [ 101 ] |
| 1944 | 2019        | C. S. Lewis                                 | Perelandra                                                | John Lane, The Bodley Head | [ 101 ] |
| 1944 | 2019        | A. E. van Vogt                              | The Weapon Makers                                         | Astounding Science-Fiction | [ 101 ] |
| 1945 | 2020        | Leigh Brackett*                             | "Shadow Over Mars" (The Nemesis from Terra)               | Startling Stories          | [ 102 ] |
| 1945 | 2020        | Robert Graves                               | The Golden Fleece                                         | Cassell                    | [ 102 ] |
| 1945 | 2020        | Edgar Rice Burroughs                        | Land of Terror                                            | Edgar Rice Burroughs, Inc. | [ 102 ] |
| 1945 | 2020        | Olaf Stapledon                              | Sirius: A Fantasy of Love and Discord                     | Secker &amp; Warburg       | [ 102 ] |
| 1945 | 2020        | Eric Linklater                              | The Wind on the Moon                                      | Macmillan Publishers       | [ 102 ] |
| 1945 | 2020        | A. E. van Vogt                              | "The Winged Man"                                          | Astounding Science-Fiction | [ 102 ] |
| 1945 | 2020        | Edna Mayne Hull                             | "The Winged Man"                                          | Astounding Science-Fiction | [ 102 ] |
| 1946 | 1996        | Isaac Asimov*                               | El Mul (The Mule)                                         | Astounding Science-Fiction | [ 103 ] |
| 1946 | 1996        | A. E. van Vogt                              | The World of Null-A                                       | Astounding Science-Fiction | [ 103 ] |
| 1946 | 1996        | C. S. Lewis                                 | That Hideous Strength (also known as The Tortured Planet) | John Lane                  | [ 103 ] |
| 1946 | 1996        | Fritz Leiber                                | Destiny Times Three                                       | Astounding Science-Fiction | [ 103 ] |
| 1946 | 1996        | Edmond Hamilton (com a Brett Sterling)      | Red Sun of Danger (també coneguda com a Danger Planet)    | Startling Stories          | [ 103 ] |
| 1951 | 2001        | Robert A. Heinlein*                         | Farmer in the Sky                                         | Boys' Life                 | [ 104 ] |
| 1951 | 2001        | Isaac Asimov                                | Pebble in the Sky                                         | Doubleday                  | [ 104 ] |
| 1951 | 2001        | C. S. Lewis                                 | The Lion, the Witch and the Wardrobe                      | Geoffrey Bles              | [ 104 ] |
| 1951 | 2001        | E. E. Smith                                 | First Lensman                                             | Fantasy Press              | [ 104 ] |
| 1951 | 2001        | Jack Vance                                  | The Dying Earth                                           | Hillman Periodicals        | [ 104 ] |
| 1954 | 2004        | Ray Bradbury*                               | Fahrenheit 451                                            | Ballantine Books           | [ 105 ] |
| 1954 | 2004        | Arthur C. Clarke                            | La fi de la infantesa (Childhood's End)                   | Ballantine Books           | [ 105 ] |
| 1954 | 2004        | Hal Clement                                 | Mission of Gravity                                        | Astounding Science-Fiction | [ 105 ] |
| 1954 | 2004        | Isaac Asimov                                | The Caves of Steel                                        | Galaxy Science Fiction     | [ 105 ] |
| 1954 | 2004        | Theodore Sturgeon                           | More Than Human                                           | Farrar, Straus and Giroux  | [ 105 ] |